# Атрея
Атрея (आत्रेय) — ріші, або Атрея Пунарвасу, був нащадком Атрі, одного з великих індуїстських мудреців (ріші), чиї досягнення детально описані в Пуранах. Мудрець Атрейя був відомим вченим Аюрведи, і на його вченнях було засновано шість шкіл ранньої Аюрведи. Його приписують як автора Агнівеша Самхіти, що датується періодом 6 століття до нашої ери. Вважається, що він працював особистим лікарем короля Нагнаджіти з королівства Гандгара, про якого згадується в Махабхараті. Оригінальний зміст Чаракасамхіти приписується Атреї, який, у свою чергу, був закодований і відредагований Агнівешею і Чаракою. За словами Сурендранатха Дасгупти, стара Аюрведа школи Атрея-Чарака, ймовірно, сягає нині зниклої частини Атхарваведи Каранавайдія.
Згідно з традицією Чараки, існувало шість медичних шкіл, заснованих учнями мудреця Пунарвасу Атреї. Кожен з його учнів, Агнівеша, Бхела, Джатукарна, Парашара, Харіта і Кшарапані, склали Самхіту. З усіх шести найбільше шанували той, який склав Агнівеса. За словами доктора Тустому Ямашіти, Бхела або Бхеда(ла) Самхіта часто цитується пізнішими авторами та коментаторами Аюрведи. Серед доступних рукописів Бгела є рукопис Танджавура — рукопис із пальмового листа, який зберігається в бібліотеці Махараджі Сарфоджі в Танджавурі — і рукопис Східного Туркестану, лише один фоліо паперового рукопису, який зараз зберігається в Державній бібліотеці Берліна.
Пізніше Чарака, беручи приклади з Агнівеси Самхіти, створив тепер відомий твір Чарака-самхіта приблизно в 300 році до нашої ери, який зберігся і був переданий нам у формі рукопису Бауера, датованого приблизно 4 століттям. Чарака-самхіта є основоположним текстом Аюрведи.